# N'ssi N'ssi
N'ssi N'ssi è l'ottavo album in studio del cantante algerino Khaled, pubblicato il 17 agosto 1993.

## Tracce
1. Serbi Serbi – 6:18
2. Kebou – 4:53
3. Adieu (Hadj Brahim Khaled, Kada Mustapha) – 5:34
4. Chebba (Hadj Brahmi Khaled, Safy Boutella) – 5:39
5. Les ailes – 4:54
6. Alech Taadi – 4:09
7. Bakhta – 5:11
8. N'ssi N'ssi (Hadj Brahim Khaled, Kada Mustapha) – 3:30
9. Zine A Zine – 4:44
10. Abdel Kader – 6:08
11. El Marsem – 4:58